# Штернберг, Янек
Янек Штернберг (нем. Janek Sternberg; 8 декабря 1994, Бад-Зегеберг, Германия) — немецкий футболист, защитник клуба «Галлешер».

## Клубная карьера
В возрасте четырёх лет Янек попал в детскую спортивную школу города Лецен. В 2006 году он перешёл в юношескую команду «Айхеде», но уже через год оказался в молодёжном составе «Гамбурга», за который выступал в Бундеслиге (до 17 лет). Начиная с 2012 года он по возрасту переводится в старшую возрастную группу и становится капитаном команды в юношеской Бундеслиге.
9 марта 2011 года Штернберг дебютировал в северной Регионаллиге в матче против клуба «Ганновер II» и до конца сезона продолжал выступления в команде под руководством Родольфо Эстебана Кардосо. Летом 2011 года он заключил свой первый профессиональный контракт, рассчитанный на 2 года. По его истечении он на свободном трансфере перешёл в «Вердер».
Штернберг сразу же был переведён во вторую команду, где выступал под руководством Виктора Скрипника вновь в северной Регионаллиге. 29 ноября 2014 года Янек дебютировал в Бундеслиге, выйдя в стартовом составе в матче против «Падерборна», заменяя на позиции левого защитника дисквалифицированного из-за перебора жёлтых карточек Сантьяго Гарсию; сам матч завершился победой «Вердера» 4:0.
В сезоне 2018/19 Янек Штернберг перешел в клуб третьего дивизиона «Кайзерслаутерн». В конце января 2020 года Штернберг стал игроком «Галлешера», подписав контракт с клубом до 30 июня 2021 года.